# Nemotice
Nemotice (německy Nemotitz) jsou obec v okrese Vyškov v Jihomoravském kraji na říčce Kyjovka, 9 km východně od Bučovic. Žije zde 438 obyvatel.

## Název
Název vesnice byl odvozen od osobního jména Nemota (v jeho druhé části je obsažen kořen slovesa motati; šlo o přezdívku toho, kdo překážel). Výchozí tvar Nemotici byl pojmenováním obyvatel vsi a znamenal "Nemotovi lidé".

## Historie
První písemná zmínka o obci pochází z roku 1327, kdy se píše o zdejším kostele a faráři. Původně se nazývala Němotice podle osobního jména Němota. Fara zanikla během třicetileté války, od roku 1653 jsou vedeny pozemkové knihy. Škola je zde od roku 1758, současný kostel sv. Václava asi od roku 1793. V roce 1836 zemřelo na choleru 70 obyvatel. K roku 1846 se zde uvádí škola, dvůr velkostatku, mlýn a hostinec. V letech 1908–1975 byla provozována železniční trať z Nemotic do Koryčan. Na kopci obtékaném Kyjovkou západně od centra obce bývala tvrz, která se poprvé připomíná v roce 1371, zanikla někdy po roce 1531, kdy se zmiňuje naposled.

## Současnost
V roce 2016 bylo vybudováno nové víceúčelové hřiště na fotbal, tenis, volejbal a košíkovou. Náklady na sportoviště představovaly jeden milion šest set tisíc korun. Polovinou, tedy osmi sty tisíci korunami, přispěla Nadace ČEZ a dalšími čtyřmi sty tisíci Jihomoravský kraj.

## Obyvatelstvo

### Struktura
V obci k počátku roku 2016 žilo celkem 410  obyvatel. Z nich bylo 221  mužů a 189 žen. Průměrný věk obyvatel obce dosahoval 44,4% let. Dle Sčítání lidu, domů a bytů provedeném v roce 2011, kdy v obci žilo 373  lidí. Nejvíce z nich bylo (16,6%) obyvatel ve věku od 50 do 59  let. Děti do 14 let věku tvořily 12,3% obyvatel a senioři nad 70 let úhrnem 7,2%. Z celkem 327  občanů obce starších 15 let mělo vzdělání 36,7% střední vč. vyučení (bez maturity). Počet vysokoškoláků dosahoval 6,4% a bez vzdělání bylo naopak 0% obyvatel. Z cenzu dále vyplývá, že ve městě žilo 165 ekonomicky aktivních občanů. Celkem 86,1% z nich se řadilo mezi zaměstnané, z nichž 68,5% patřilo mezi zaměstnance, 2,4% k zaměstnavatelům a zbytek pracoval na vlastní účet. Oproti tomu celých 45,3% občanů nebylo ekonomicky aktivní (to jsou například nepracující důchodci či žáci, studenti nebo učni) a zbytek svou ekonomickou aktivitu uvést nechtěl. Úhrnem 130 obyvatel obce (což je 34,9%), se hlásilo k české národnosti. Dále 82 obyvatel bylo Moravanů a 2 Slováků. Celých 189 obyvatel obce však svou národnost neuvedlo.
Vývoj počtu obyvatel za celou obec i za jeho jednotlivé části uvádí tabulka níže, ve které se zobrazuje i příslušnost jednotlivých částí k obci či následné odtržení.
| Místní části   | Místní části  | 1869 | 1880 | 1890 | 1900 | 1910 | 1921 | 1930 | 1950 | 1961 | 1970 | 1980 | 1991 | 2001 | 2011 |
| -------------- | ------------- | ---- | ---- | ---- | ---- | ---- | ---- | ---- | ---- | ---- | ---- | ---- | ---- | ---- | ---- |
| Počet obyvatel | část Nemotice | 415  | 518  | 556  | 627  | 648  | 658  | 681  | 581  | 618  | 553  | 479  | 363  | 353  | 373  |
| Počet domů     | část Nemotice | 82   | 96   | 107  | 111  | 117  | 120  | 148  | 179  | 173  | 171  | 159  | 180  | 184  | 189  |

## Doprava
Vesnici prochází silnice II/429 a Vlárská dráha.

## Pamětihodnosti
- Farní kostel sv. Václava
- Pomník padlým v první světové válce

## Osobnosti
- Zdeněk Masařík (1928–2016), profesor, germanista, čestný předseda Svazu germanistů České republiky
- Milan Chalabala (1928–2003), profesor galenické farmacie

## Galerie

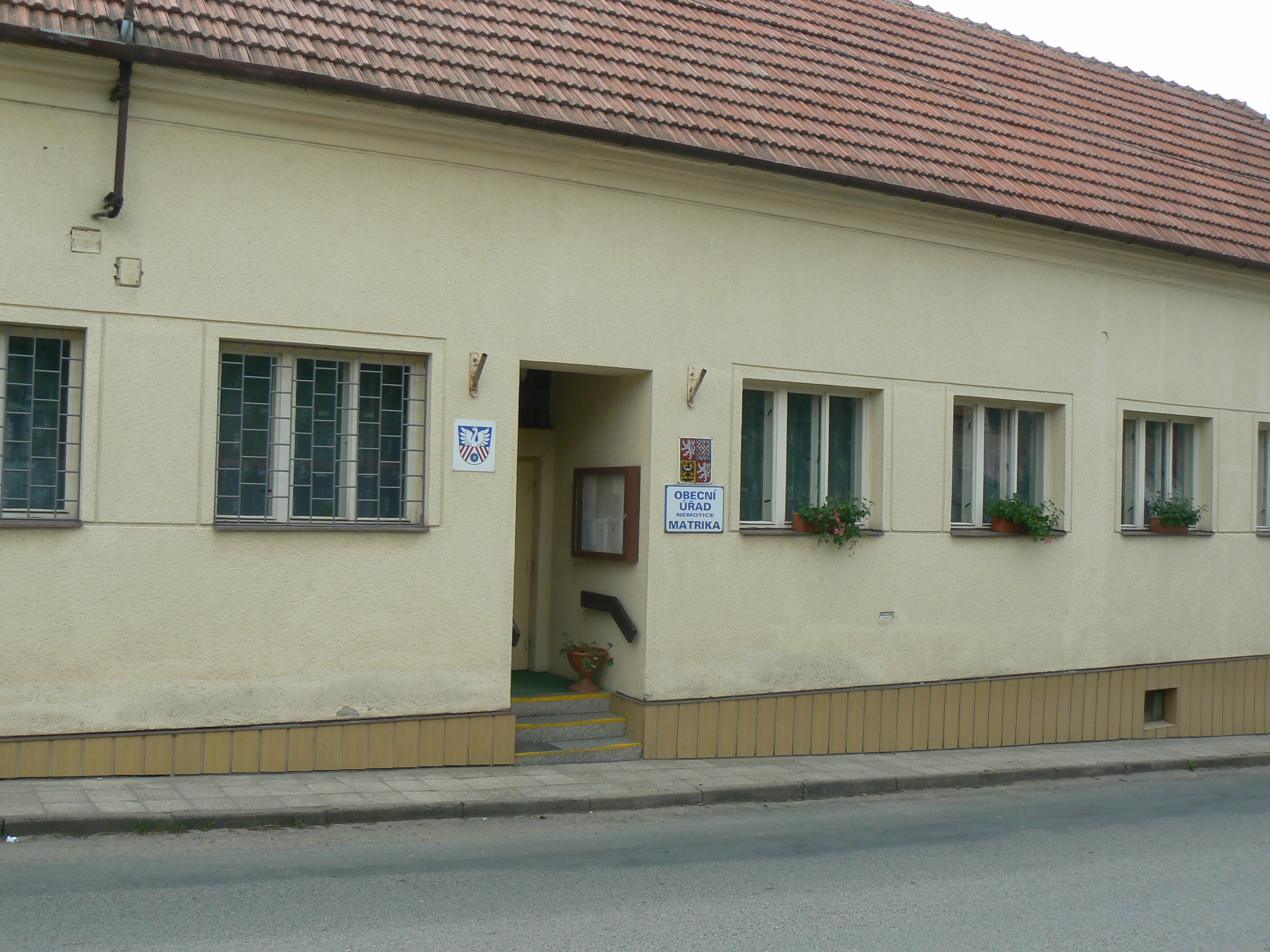
Obecní úřad
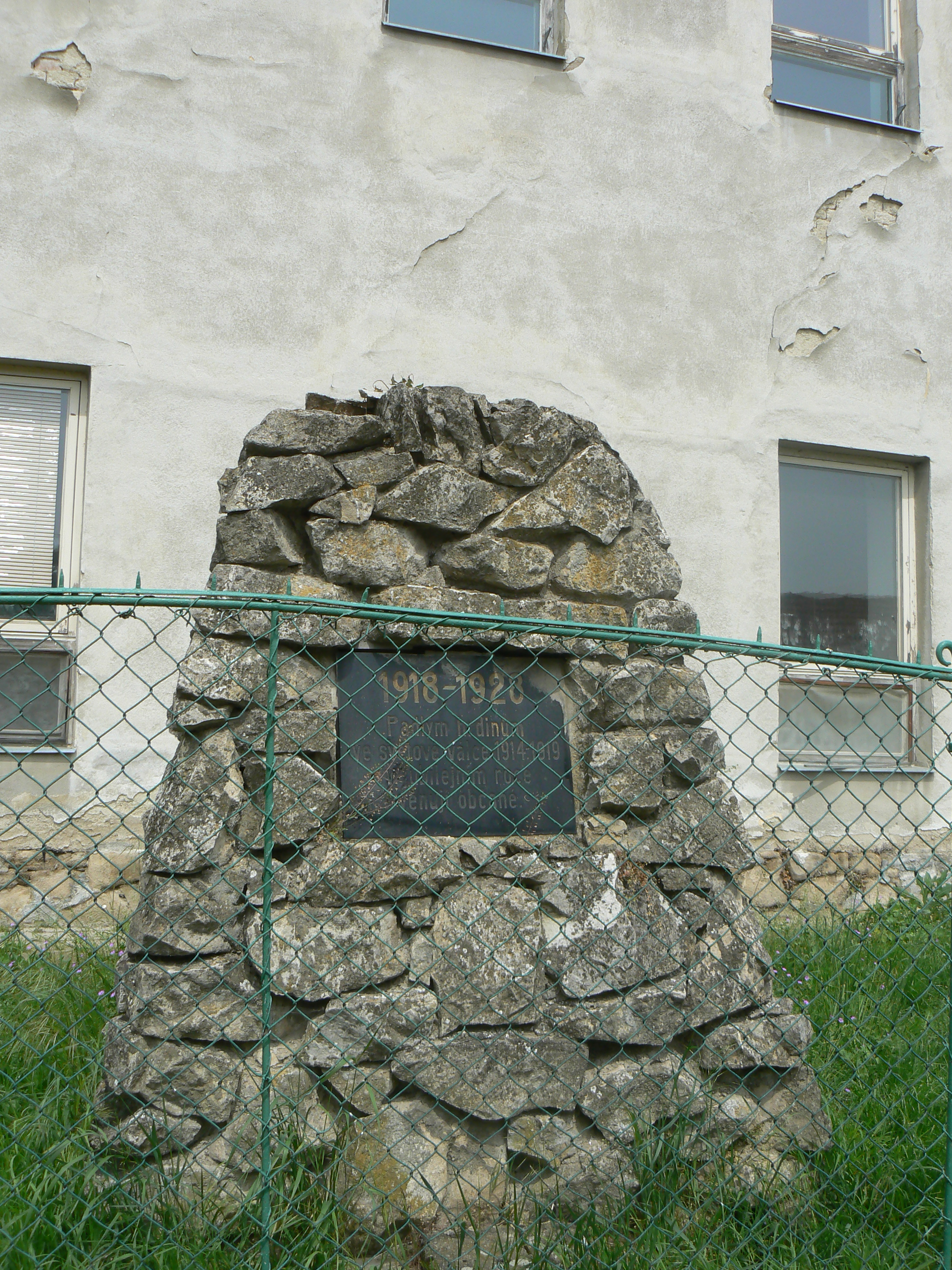
Pomník
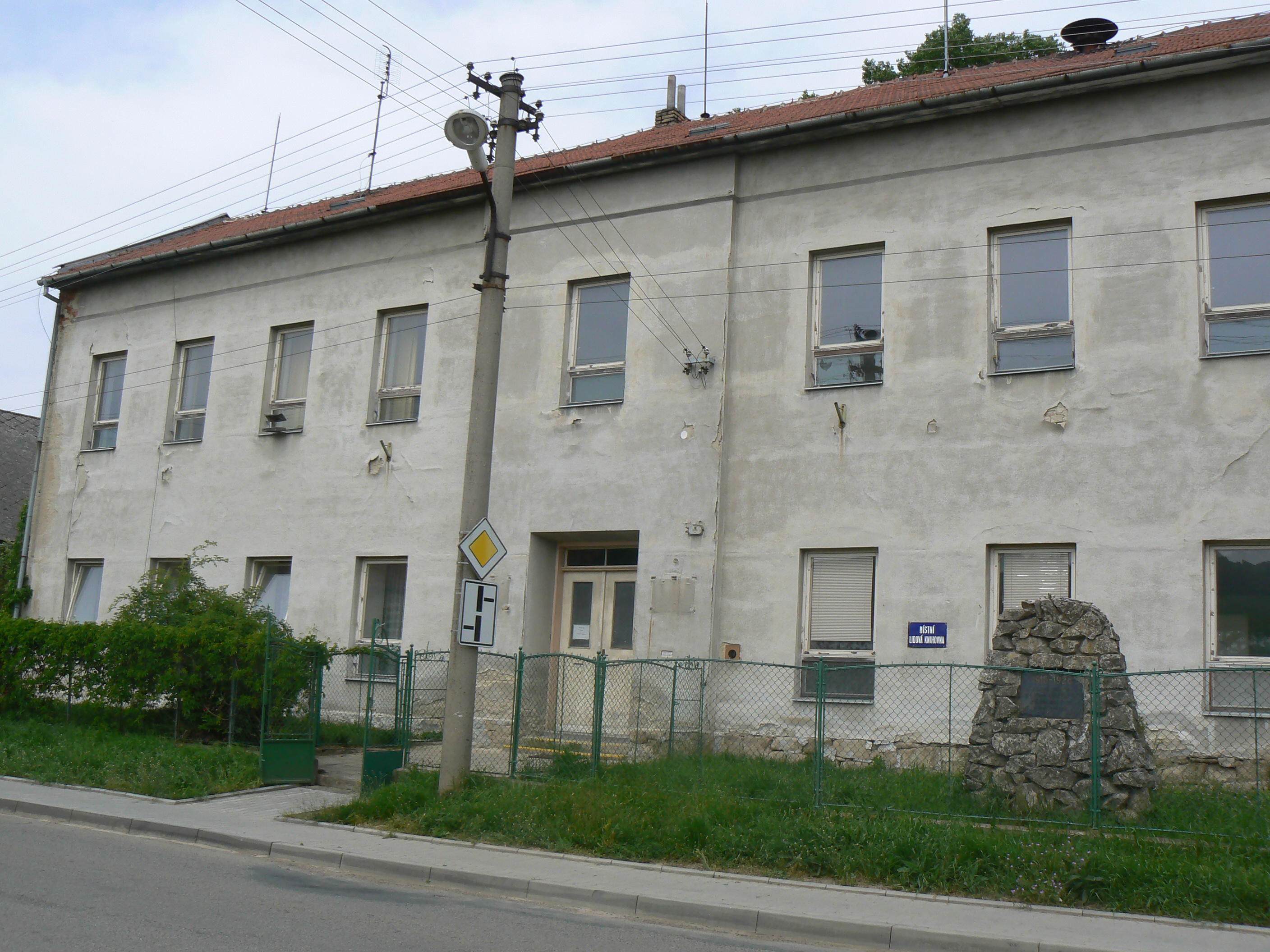
Budova bývalé školy